# Очила за заваряне
Очилата за заваряне осигуряват степен на защита на очите, докато се извършват някои форми на заваряване и рязане. Те са предназначени да предпазват очите не само от топлината и оптичното излъчване, произведено от заваряването, като интензивната ултравиолетова светлина, произведена от електрическа дъга, но и от искри или отломки. За дъгова заварка може да се наложи пълна маска за лице.
Процесите на заваряване и рязане, включително дъгово заваряване и рязане, както и спояване, произвеждат интензивни ултравиолетови (UV), инфрачервени (IR) и видими с невъоръжено око дължини на вълни. UV и IR дължините на вълните не могат да се видят и могат да причинят нараняване на очите, без жертвата да осъзнае това веднага. Изключително тъмни филтри от подходящ вид са необходими, за да може заварчикът да може да погледне интензивно светещия метал, който се заварява. Одобреният щит за лице или заваръчен шлем може също да има филтри за защита от оптично излъчване и да предлага допълнителна защита срещу отломки и искри. Защитните очила блокиращи ултравиолетовите лъчи, със странични щитове или заваръчни очила, се считат за първична защита, като шлемът за лице или заваръчната каска се счита за вторична защита. По този начин очите все още са защитени, дори когато шлемът за лице или каската са вдигнати нагоре.